# Disputa del Banco Serranilla y del Bajo Nuevo
El banco Serranilla y el bajo Nuevo son dos pequeños grupos insulares del mar Caribe administrados por Colombia, que fueron reclamados por Nicaragua hasta el fallo de la Corte de La Haya del 19 de noviembre de 2012. Pasivamente, también Estados Unidos suele ser mencionado como reclamante.

## Antecedentes
El banco Serranilla apareció en mapas españoles de 1510 y el bajo Nuevo apareció cartografiado por primera vez en mapas neerlandeses de 1634 y recibió su nombre actual en 1654, fue redescubierto por el pirata inglés John Glover en 1660. 
El territorio que comprende el Archipiélago de San Andrés, Providencia y Santa Catalina fue puesto en principio bajo la tutela de la Real Audiencia de Panamá, como parte de los dominios de España, pero en 1544 fue cedido a la Capitanía General de Guatemala. La Cédula Real del 20 de noviembre de 1803 resolvía que el Archipiélago de San Andrés, así como la parte de Mosquitia entre el cabo Gracias a Dios y el río Chagres quedara segregada de la Capitanía General de Guatemala y dependiera del Virreinato de Nueva Granada.
Con el advenimiento de las luchas de las colonias hispanoamericanas por su independencia, Colombia aseguró la soberanía de las islas cuando estas se suscribieron a la Constitución de Cúcuta en junio de 1822. Por su parte, las Provincias Unidas del Centro de América aseguraron su presencia en Mosquitia y protestaron ante la República de la Gran Colombia por su presencia en las islas, ante lo cual Colombia estableció sus derechos no sólo sobre estas, sino sobre Mosquitia en virtud de la Cédula Real de 1803. La disputa cesó con la disolución de las Provincias Unidas y la creación de la República de Nicaragua.

## Disputa entre Colombia y los Estados Unidos
El reclamo de los Estados Unidos sobre el bajo Nuevo fue hecho el 22 de noviembre de 1869, mientras que sobre el banco Serranilla fue realizado el 8 de septiembre de 1879 y luego el 13 de septiembre de 1880. Previamente había sido sancionada el 18 de agosto de 1856 la Ley de Islas Guaneras mediante el cual se autorizaba a los ciudadanos estadounidenses a tomar posesión de las islas que contuvieran depósitos de guano y no estuvieran ocupadas por otros estados. El 10 de abril de 1928 Colombia y Estados Unidos intercambiaron notas diplomáticas respecto a la situación de los cayos de Serrana, Quitasueño y Roncador, pero no fueron incluidos el banco Serranilla ni el bajo Nuevo:

(...) por medio de un cambio de Notas, del siguiente acuerdo, respecto a la situación de los Cayos de Serrana, Quitasueño y Roncador, que se hallan en la parte occidental del Mar Caribe (...). Resuelven conservar el statu quo en la materia, y, en consecuencia, el Gobierno de Colombia se abstendrá de objetar el mantenimiento por el de los Estados Unidos de los servicios que éste ha establecido o pueda establecer en tales cayos para ayudar a la navegación, y el Gobierno de los Estados Unidos se abstendrá de objetar la utilización por los nacionales de Colombia de las aguas pertenecientes a los cayos, para propósitos de pesca.

Este intercambio de notas fue derogado por medio del tratado del 8 de setiembre de 1972, (conocido como Tratado Vásquez-Saccio) que entró en vigor el 17 de setiembre de 1981, pero nuevamente no fueron incluidos explícitamente el bajo Nuevo ni el banco Serranilla. 

Artículo 1): De conformidad con los términos de este Tratado el Gobierno de los Estados Unidos de América renuncia por el presente a cualesquiera y a todas las reclamaciones de soberanía sobre Quitasueño, Roncador y Serrana.

Artículo 1): El presente Tratado no afectará las posiciones u opiniones de ninguno de los dos Gobiernos con respecto a la extensión del Mar Territorial, a la jurisdicción del Estado ribereño en materia de pesca o a cualquier otro asunto no contemplado específicamente en este Tratado.

En otro canje de notas realizado el 24 de octubre de 1983, se acordó los derechos de pesca en el área en cumplimiento a uno de los artículos del tratado. En las notas son especificadas las áreas de pesca en torno a Quitasueño, Roncador y Serrana sin que nuevamente se mencione nada sobre Serranilla ni el bajo Nuevo:

Artículo 5: Las partes acuerdan que las aguas adyacentes a Quitasueño descritas en el Artículo 2 comprenden el área incluida dentro de las coordenadas 13 grados 55 minutos norte por 14 grados 43 minutos norte y 80 grados 55 minutos occidente por 81 grados 28 minutos occidente y que las aguas adyacentes descritas en el Artículo 3 son las áreas comprendidas dentro de 12 millas náuticas de Roncador y Serrana tomadas desde las líneas de base desde las cuales el mar territorial es medido.

El gobierno de los Estados Unidos no se expide con certeza sobre la cuestión, ni los incluye expresamente entre sus territorios insulares externos, por lo que diversas fuentes consideran que ha abandonado el reclamo, mientras que las fuentes colombianas consideran que hizo un abandono completo de sus reclamos en el área por medio de la firma del tratado. Sin embargo, figura en algunas publicaciones oficiales como un territorio no organizado y no incorporado.

## Disputa entre Colombia y Jamaica

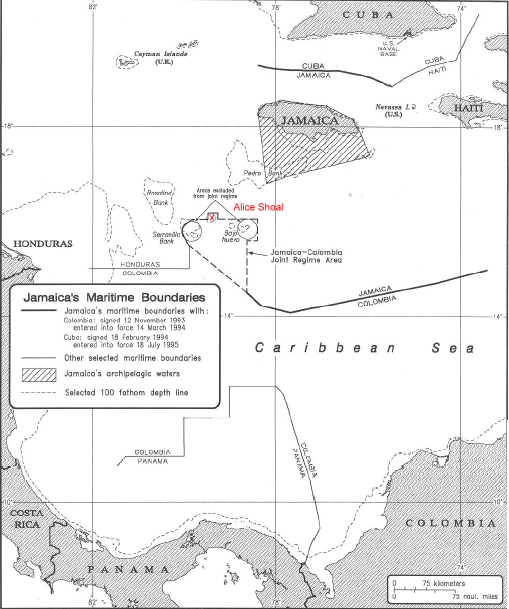
Área de Régimen Común entre Colombia y Jamaica.

A tal litigio se sumó el Reino Unido que incluyó al bajo Nuevo y al banco Serranilla en su entonces colonia de Jamaica. Colombia y Jamaica firmaron un Acuerdo de Pesca el 30 de julio de 1981, que entró en vigor el 6 de agosto de 1982 y expiró el 6 de agosto de 1984. Este acuerdo fue renovado el 30 de agosto de 1984 y aprobado por Colombia el 6 de febrero de 1986.

Artículo I: El Gobierno de la República de Colombia permitirá a las embarcaciones de pabellón jamaicano el acceso, a las áreas bajo jurisdicción y soberanía colombianas a que se refiere el artículo II, con el propósito de que participen en actividades pesqueras en las condiciones establecidas en el presente Acuerdo.

Artículo II: Buques pesqueros de Jamaica, de las características señaladas en el artículo III, podrán realizar actividades pesqueras en las siguientes áreas:

Zona del Cayo de Bajo Nuevo: El área dentro de las 12 millas náuticas, medidas a partir de la línea de bajamarea del Cayo de Bajo Nuevo.

Zona de los Cayos de Serranilla: El área dentro de las 12 millas náuticas, medidas a partir de la línea de bajamarea de los Cayos de Serranilla.

Artículo XI: Nada de lo establecido en el presente Acuerdo afectará la delimitación de los espacios marítimos entre las áreas bajo la soberanía y la jurisdicción nacional de cada uno de los dos Estados.

En estos acuerdos Jamaica hizo explícito reconocimiento de la soberanía colombiana sobre el banco Serranilla y el bajo Nuevo. 
El 13 de noviembre de 1993 Colombia y Jamaica firmaron un Tratado de delimitación Marítima, (conocido como Tratado Sanín-Robertson ) aprobado por Colombia el 10 de diciembre de 1993, que estableció en torno al bajo Nuevo y al banco Serranilla una zona de administración conjunta, denominada Área de Régimen Común, sin mencionar la soberanía sobre ambos ya reconocida a Colombia. Esta zona incluye el banco Alicia (Alice Shoal).

Artículo 3-1: Hasta tanto se determinen los límites jurisdiccionales entre las Partes en el área abajo designada, las Partes acuerdan establecer en ésta, una zona de administración conjunta, control, exploración y explotación de los recursos vivos y no vivos, en adelante llamada "Area de Régimen Común".

b) El Area de Régimen Común excluye el área marítima comprendida alrededor de los cayos del banco de Serranilla dentro del arco de círculo más exterior de 12 millas náuticas de radio medido desde el punto 15°47'50" N 79°51'20" W en forma tal que pase a través de los puntos 15° 46' 00" N 80° 03' 55" W y 15° 58' 40" N 79° 56' 40" W.

c) El Area de Régimen Común también excluye el área marítima comprendida alrededor de los cayos de Bajo Nuevo dentro del arco de círculo más exterior de 12 millas náuticas de radio medido desde el punto 15°51'00" N 78°38'00" W.

## Disputa entre Colombia y Honduras
Otro estado que solía ser considerado como reclamante era Honduras, que mantiene en su Constitución, promulgada el 11 de enero de 1982, la mención explícita de su soberanía sobre Serranilla:

Artículo 10: Pertenecen a Honduras los territorios situados en tierra firme dentro de sus límites territoriales, aguas interiores y las islas, islotes y cayos en el Golfo de Fonseca que histórica, geográfica y jurídicamente le corresponden, así como las Islas de la Bahía, las Islas del Cisne (Swan Islands) llamadas también Santanilla o Santillana, Virillos, Seal o foca (o Becerro), Caratasca, Cajones o Hobbies, Mayores de Cabo Falso, Cocorocuma, Palo de Campeche, Los Bajos Pichones, Media Luna, Gorda y los Bancos Salmedina, providencia, De Coral, Cabo Falso, Rosalinda y Serranilla, y los demás situados en el Atlántico que histórica, geográfica y jurídicamente le corresponden.

Pero desde la firma del Tratado de Delimitación Marítima con Colombia del 2 de agosto de 1986, (conocido como Tratado Ramírez-López) que entró en vigor al ser ratificado por Honduras el 20 de diciembre de 1999, ambos países fijaron una línea limítrofe que excluyó a Honduras de todo reclamo sobre el bajo Nuevo y el banco Serranilla.

Artículo 1: La frontera marítima entre la República de Colombia y la República de Honduras está constituida por líneas geodésicas que conectan los puntos localizados en las siguientes coordenadas (...)

Entre los puntos 4 y 5 la frontera marítima estará constituida por un arco de círculo cuyo radio se mide desde un punto localizado en coordenadas 15º. 47' 50" N y 79º. 51' 20" W.

## Disputa entre Honduras y Nicaragua
Como consecuencia de la ratificación del tratado firmado entre Colombia y Honduras, Nicaragua presentó una demanda contra este último ante la Corte Internacional de Justicia el 8 de diciembre de 1999, con el objeto de pedir la delimitación de sus espacios marítimos con Honduras que consideraba lesionados por el tratado: 

Accordingly, the Court is asked to determine the course of the single maritime boundary between the areas of territorial sea, continental shelf and exclusive economic zone appertaining respectively to Nicaragua and Honduras, in accordance with
equitable principles and relevant circumstances recognized by general international law as applicable to such a delimitation of a single maritime boundary.

La presentación de Nicaragua solicitaba la delimitación mediante la bisectriz de las líneas costeras de ambos países, pretendiendo alcanzar su jurisdicción hasta las cercanías del paralelo 17° Norte y por lo tanto proyectando en su jurisdicción el banco Serranilla y el bajo Nuevo (este último no mencionado en la presentación). La contramemoria de Honduras indicaba como su límite pretendido el paralelo 14º 59.8' N hasta el meridiano 82° O, en donde comienza el límite que había acordado con Colombia.
La Corte falló el 8 de octubre de 2007 estableciendo un límite marítimo entre ambos países que favorece las proyecciones de Nicaragua sobre Serranilla y bajo Nuevo, sin pronunciarse sobre su soberanía.

## Disputa entre Colombia y Nicaragua
El 24 de marzo de 1928 Colombia y Nicaragua firmaron un tratado conocido como Tratado Esguerra-Bárcenas, en el que no se mencionan el banco Serranilla ni el bajo Nuevo:

Artículo 1: La Republica de Colombia reconoce la soberanía y pleno dominio de la República de Nicaragua sobre la costa de mosquitos comprendida entre el cabo de Gracias a Dios y el río san Juan, y sobre las islas mangle grande y mangle chico, en el océano atlántico (Great corn island, little corn island); y la Republica de Nicaragua reconoce la soberanía y pleno dominio de la República de Colombia sobre las islas de San Andrés, Providencia, santa catalina y todas las demás islas, islotes y cayos que hacen parte de dicho archipiélago de San Andrés.

No se consideran incluidos en este tratado los cayos Roncador, Quitasueño y Serrana; el dominio de los cuales está en litigio entre Colombia y los Estados Unidos de América.

El presidente de Nicaragua Daniel Ortega declaró ante el cuerpo diplomático en Managua el 4 de febrero de 1980 que el tratado era nulo sobre la base de que Nicaragua estaba en ese tiempo ocupada militarmente por los Estados Unidos y por lo tanto reclamó la soberanía de Nicaragua sobre el archipiélago de San Andrés. La anulación del tratado por parte de Nicaragua fue considerado por Colombia como un acto unilateral y por ende violatorio de la legislación internacional. En 1998 el presidente Alemán renunció a un acuerdo bilateral con Colombia y el 6 de diciembre de 2001 el país centroamericano demandó el caso ante la Corte Internacional de Justicia de La Haya.
La Corte de La Haya emitió un fallo el 13 de diciembre de 2007 sobre las objeciones preliminares de Colombia, declarando válido el tratado de 1928, pero en cambio consideró que no quedó resuelta en ese tratado la delimitación de áreas marinas y submarinas entre los dos países ni la soberanía sobre los cayos de Roncador, Serrana y Quitasueño, en virtud del segundo párrafo del primer artículo del tratado que dice que estos no entraban en la negociación porque estaban en litigio entre Colombia y Estados Unidos. El 19 de noviembre de 2012 la corte de La Haya emitió el fallo que concedió aguas jurisdiccionales a Nicaragua —que hasta entonces administraba Colombia— y rechazó los reclamos nicaragüenses a los cayos e islas. El fallo fue inmediatamente rechazado por Colombia. 